# جمعية أنصار السنة المحمدية
جمعية أنصار السنة المحمدية هي جماعة سنية إصلاحية على منهج وعقيدة أهل السنة والجماعة في التلقي والاستدلال، والاعتقاد والاتباع، وفي مناهج السلوك والسير إلى الله جملةً وتفصيلا من خلال الدعوة إلى التوحيد الخالص ونبذ البدع والخرافات، وإحياء دعوة الإسلام بالقرآن والسنة واتباع سلف الأمة، الدعوة إلى ربط الدنيا بالدين بأوثق رباط: عقيدةً وعملاً وخلقا وإقامة المجتمع المسلم والحكم بما أنزل الله في جميع شؤون الحياة.

## التاريخ
- انطلقت جماعة أنصار السنة المحمدية من مسجد الهدارة بالقاهرة عام 1345هـ الموافق عام 1926م.
- تجاوب معها عدد كبير من علماء الأزهر والدعاة السلفيين كلهم تحت رئاسة الشيخ محمد حامد الفقي (مؤسس الجماعة)[2] وتواكب على رئاسة الجماعة بعد وفاة مؤسسها مجموعة من العلماء البارزين أمثال: الشيخ/ عبد الرزاق عفيفي والشيخ عبد الرحمن الوكيل.
- في عام 1969م أدمجت الحكومة المصرية جماعة أنصار السنة المحمدية في الجمعية الشرعية لتجمد نشاطها.
- ويعد الشيخ محمد عبد المجيد الشافعي (1338ـ 1411هـ) (1919م – 1990م) المعروف بـرشاد الشافعي المؤسس الثاني للجماعة والذي كان يشغل منصب الأمين العام للجماعة، والمشرف على الفروع قبل تجميد نشاطها، بجانب عمله مديرًا عامًّا لمديرية التموين بمحافظة الجيزة، إذ بذل قصارى جهده في السعي لإعادة إشهار الجماعة مرة أخرى، وقد تمّ له ذلك في عهد رئيس مصر السابق أنور السادات عام (1390هـ ـ 1972م).
- وبعد ثلاث سنوات (1393هـ) من إعادة الإشهار أصدر العدد الأول من مجلة التوحيد لتكون بديلا عن مجلة الهدي النبوي، وتولى هو رئاسة تحريرها، ثم الشيخ عنتر حشاد، ومن بعده تولى الشيخ أحمد فهمي[ ؟ ] رئاسة تحريرها. ومن ثم عاد نشاط الجماعة إلى سابق عهده، وزاد عدد أتباعها وكثرت عدد الفروع المنتسبة إليها.

في عام 1975م وفي حياة المؤسس الثاني للجماعة الأستاذ محمد رشاد الشافعي تم انتخاب الشيخ عبد الرحمن الوكيل ليكون رئيساً عاماً للجماعة خلفاً له.

## الفروع
- بلغت فروع الجماعة في مصر الآن أكثر من 150 فرع، وبلغ عدد المساجد التابعة للجماعة ما يقرب من 2000 مسجد في جميع أنحاء جمهورية مصر العربية.[3]
- انتشرت دعوتها منذ تأسيسها وذاع صيتها في داخل مصر وخارجها وتأسس لها فروع في عدد من البلدان الإسلامية الآخرى مثل السودان وفي بلدان أفريقية آخري مثل إريتريا وأثيوبيا وتشاد وأفريقيا الوسطى.[4]

## أبرز علمائها
أبرزت جماعة أنصار السنة المحمدية بمصر للعالم الإسلامي علماء أفذاذ كان وما زال لهم آثارهم العلمية المباركة، داخل مصر وخارجها؛ ومن أشهرهم:
- الشيخ محمد حامد الفقي مؤسس الجماعة
- الشيخ عبد الرزاق عفيفي عضو هيئة كبار العلماء بالمملكة العربية السعودية سابقاً.
- الشيخ محمد خليل هراس صاحب شرح العقيدة الواسطية لابن تيمية وشرح نونية ابن القيم.
- الشيخ عبد الرحمن الوكيل صاحب الردود الشهيرة على الصوفية.
- الشيخ أحمد محمد شاكر محدث العصر الشهير وشقيق العلامة محمود شاكر[ ؟ ]
- الشيخ عبد الظاهر أبو السمح أول إمام للحرم المكي في العصر السعودي، ومؤسس دار الحديث[ ؟ ]الخيرية بمكة المكرمة.
- الشيخ أبو الوفا درويش علامة صعيد مصر.
- الشيخ عبد الرزاق حمزة عضو هيئة كبار العلماء بالمملكة العربية السعودية سايقاً.
- الشيخ محمد علي عبد الرحيم الرئيس العام الخامس للجماعة، ومن مؤسسي الدعوة السلفية بالإسكندرية.
- الشيخ محمد صفوت نور الدين الرئيس العام السادس للجماعة والعالم المعروف.
- الشيخ صفوت الشوادفي نائب الرئيس العام للجماعة، ورئيس تحرير مجلة التوحيد سابقاً، وصاحب المناظرات والردود الشهيرة على الصوفية.
- الشيخ جمال المراكبي الرئيس العام السابق للجماعة.
- الشيخ الدكتور عبد الله شاكر الجنيدي الرئيس العام الحالي للجماعة.

## وصلات خارجية
- الموقع الرسمي للجمعية.
- الصفحة الرسمية للجمعية على موقع فيس بوك.
- الموقع الرسمي لمجلة التوحيد.